# جاستن مارشال
جاستن مارشال (بالإنجليزية: Justin Marshall)‏ هو رائد أعمال ومقدم تلفزيوني نيوزيلندي، ولد في 5 أغسطس 1973 في Gore, New Zealand ‏ في نيوزيلندا.

## وصلات خارجية
- جاستن مارشال على موقع دوري الرغبي الممتاز (الإنجليزية)
- جاستن مارشال عل موقع إسبنسكروم (الإنجليزية)
- جاستن مارشال على موقع ItsRugby.co.uk (الإنجليزية)
- جاستن مارشال على موقع IMDb (الإنجليزية)